# Kilkenny-stadgan
Kilkenny-stadgan innehöll 35 paragrafer och fastställdes i Kilkenny 1367. Syftet var att hejda att engelsmännens kontroll över delar av Irland försvagades.
I stadgan fanns bland annat strängt förbud mot
- giftermål mellan engelsmän och kelter
- försäljning av hästar eller vapen till den keltiska befolkningen
- användning av annat språk än det engelska

Stadgan förnyades flera gånger, vilket påvisar svårigheterna att få den tillämpad. Den innebar inte ett försök att påtvinga kelterna engelska seder, utan istället en strävan att förhindra nära förbindelser med den keltiska befolkningen.  

## Bakgrund
Sedan mitten av 1200-talet hade engelsmännens närvaro på Irland hotats av mäktiga keltiska kungar. Under 1360-talet blev situationen för engelsmännen mycket allvarlig. Många engelsmän anslöt sig till keltiska lagar, seder, klädedräkt och språk. Någon uttryckte att de blev mer irländska än irländarna själva. Ett framträdande exempel på detta var inbördeskriget 1333-1338, som ledde till att provinsen Ulster delades upp i tre besittningar (?), varav två stod i direkt opposition mot den engelske kungen.   
Många av de områden som engelska familjer som de Bermingham, Butler, Fitzgerald och le Poer hade förlänats gick helt förlorade eller kom att lyda under keltiska kungar och herremän och alltså att stå under inflytande av den keltiska sfären. Denna process utgjorde ett hot mot den engelska kolonins själva existens. Därför beslutade parlamentet i Kilkenny om dessa nya lagar. 